# Осреднєсловенський регіон
Осреднєсловенський регіон (словен. Osrednjeslovenska regija) — статистичний регіон у центральній Словенії. Включає словенську столицю Любляну і є найгустонаселенішим та другим за розміром регіоном Словенії. Він має розвинуте транспортне сполучення в усіх напрямках і є економічно найрозвиненішим регіоном. Заробітна плата в цьому регіоні найвища в країні, також він привабливий з точки зору міграції.

## Общини
До складу регіону входять такі общини:
Боровниця, Брезовиця, Добреполє, Доброва-Полхов Градець, Дол-при-Любляні, Домжале, Гросуплє, Хорюл, Іг, Іванчна Гориця, Камник, Коменда, Літія, Любляна, Логатець, Лог-Драгомер, Луковиця, Медводе, Менгеш, Моравче, Шкофліца, Шмартно-при-Літії, Трзин, Велике Лаще, Водиці, Врхника.

## Демографія
Населення: 512 675 осіб.

## Економіка
Структура зайнятості: 69,7 % — послуги, 28,1 % — промисловість, 2,2 % — сільське господарство.

## Туризм
Регіон приваблює 13,2 % загального числа туристів у Словенії, більшість з них — іноземці, які відвідують Любляну (90,7 %).

## Транспорт
Довжина автомобільних доріг: 169 км. Протяжність інших доріг: 3540 км.